# Петриков (Тернопольская область)
Петриков (укр. Петриків) — село в Великоберезовицкой поселковой общине Тернопольского района Тернопольской области Украины.
Население по переписи 2012 года составляло 3033 человек. Почтовый индекс — 47704. Телефонный код — 352. В селе находится памятный знак жертв Холокоста.
Около села Петриков, к югу от города Тернополь найдено парное захоронение эпохи бронзы, вероятно относящееся к высоцкой культуре, датируемой 1100—600 годами до нашей эры.

## Памятники
- «Памятник жертвам Холокоста» — памятный знак расположенный установлен в честь жертв Холокоста села Петриков и Тернопольской области, где нацистами и коллаборационистами было убито более 100 тысяч евреев.